# Mary Jane West-Eberhard
Mary Jane West-Eberhard (1941) es una bióloga teórica estadounidense, destacada por argumentar que la plasticidad fenotípica y del desarrollo desempeñó un papel clave en la configuración de la evolución y la especiación animal. También es una entomóloga destacada por su trabajo sobre el comportamiento y la evolución de las avispas.
Es miembro tanto de la Academia Nacional de Ciencias de los Estados Unidos como de la Academia Estadounidense de Artes y Ciencias. En 2005 fue elegida miembro extranjero de la Accademia dei Lincei italiana. Fue presidenta en 1991 de la Sociedad para el Estudio de la Evolución. Ganó el premio RR Hawkins 2003 al trabajo profesional, de referencia o académico destacado por su libro Developmental Plasticity and Evolution (618 páginas). Ese mismo año recibió el premio Sewall Wright. Resultó seleccionada como una de las 21 "Líderes en comportamiento animal".
Participa en proyectos de investigación a largo plazo en el Instituto Smithsoniano de Investigaciones Tropicales de la Escuela de Biología de la Universidad de Costa Rica.

## Biografía
La madre de West-Eberhard era maestra de escuela primaria y su padre, un hombre de negocios de un pueblo pequeño. Sus padres siempre alentaron su curiosidad. Fue a la escuela en las Escuela Comunitaria de Plymouth, Plymouth, Míchigan. De su escuela secundaria que su mejor formación científica fue "un curso de inglés sobre lectura y escritura crítica, impartido por la bibliotecaria de la escuela. La clase de biología fue solo un libro de ejercicios, una gran decepción para mí".
Obtuvo todos sus títulos académicos en la Universidad de Míchigan. Cursó su licenciatura en Zoología en 1963, y obtuvo su maestría en Zoología en 1964 y su doctorado en Zoología en 1967. Allí recibió clases de Richard D. Alexander y trabajaba a tiempo parcial en el Museo de Zoología de la Universidad de Míchigan. De su formación universitaria, recuerda que «también aprendí la emoción de ser un detective en las bibliotecas de la universidad, donde incluso un estudiante universitario podía explorar una idea más allá de los libros de texto y podía sentirse como un pionero». También mantuvo correspondencia con Edward Wilson sobre huevos tróficos en insectos y pasó los veranos en Woods Hole, Massachusetts, y en Cali, Colombia.
Efectuó un trabajo postdoctoral (1967-1969) en la Universidad de Harvard con Howard Evans. Allí conoció a su marido. Luego pasó los siguientes diez años, 1969-1979, como asociada en biología en la Universidad del Valle. En 1973 comenzó una asociación con el Instituto Smithsoniano de Investigaciones Tropicales en Costa Rica, que se convirtió en un empleo de tiempo completo en 1986.

## Carrera académica

### Insectos sociales
West-Eberhard estudió muchas especies de avispas sociales como Polistes fuscatus, Polistes canadensis y Polistes erythrocephalus. A través de sus estudios, investigó por qué las avispas evolucionaron de no tener casta y compartir nidos sin casta a convertirse en especies eusociales altamente especializadas utilizando estudios comparativos de avispas tropicales (himenópteros). Uno de sus argumentos teóricos es que los orígenes de las hembras no reproductivas en las avispas sociales implican mutualismo en lugar de simple selección de parientes o manipulación de los padres.
Su trabajo sobre insectos sociales jugó un papel importante en el desarrollo de sus ideas sobre la plasticidad fenotípica. Como ella misma señala, «A partir de mis estudios me interesé en fenotipos alternativos: vías alternativas y puntos de decisión durante el desarrollo, y su importancia para la evolución, especialmente para niveles superiores de organización, para la especiación y para el cambio macroevolutivo sin especiación».

### Plasticidad fenotípica
West-Eberhard escribió desde mediados de la década de 1980 sobre el papel de los "fenotipos alternativos", como los polimorfismos, los polifenismos y el ciclo biológico de vida del fenotipo sensible al contexto y los rasgos fisiológicos. En 2003 publicó una obra que compendia todas sus investigaciones desarrolladas en este tema por más de dos décadas, en el libro Developmental Plasticity and Evolution. El libro fue premiado con el Premio Hawkins, Asociación Estadounidense de Editores, como mejor libro académico del 2003.
West-Eberhard sostiene que los fenotipos alternativos son importantes ya que pueden conducir a rasgos nuevos y luego a la divergencia genética y, por lo tanto, a la especiación. A través de fenotipos alternativos, la inducción ambiental puede liderar la evolución genética. El libro Developmental Plasticity and Evolution desarrolla en detalle cómo dicha plasticidad ambiental juega un papel clave en la comprensión de la teoría genética de la evolución. El libro contiene gran cantidad de ejemplos de especies donde esto sucede, desde mariposas hasta elefantes.

### Selección sexual y social
West-Eberhard fue una de los primeras científicas en reexaminar las ideas de Charles Darwin en The Descent of Man, and Selection in Relation to Sex sobre la selección sexual e identificar la importancia clave que le dio a la "competencia social por parejas" como un factor de evolución y especiación. West-Eberhard notó cómo la selección sexual puede atrapar a los animales en dimorfismos sexuales, para mantener sexos separados en la reproducción sexual.

### Otros trabajos
Como miembro de la Academia Nacional de Ciencias de los Estados Unidos, West-Eberhard participó durante tres períodos en su Comité de Derechos Humanos. También se la señaló como "activa en la promoción de las carreras de científicos jóvenes, en particular los que trabajan en América Latina".
Desde 2013, West-Eberhard fue incluida en el Consejo Asesor del Centro Nacional para la Educación Científica, una organización sin ánimo de lucro de los Estados Unidos cuyo objetivo es promover la educación científica sobre la evolución.

## Premios y distinciones
- 1963. Phi Beta Kappa (Universidad de Míchigan)
- 1963. Phi Beta Kappa (Universidad de Míchigan)
- 1963. Becaria Woodrow Wilson (Hon.)
- 1965-66. Becaria Rackham, Universidad de Míchigan
- 1966. Becaria Edward C. Walker, Universidad de Míchigan
- 1968-69. Miembro de Milton, Universidad de Harvard
- 1968. Becaria de investigación de verano, EN Huyck Preserve
- 1982. Científica visitante distinguida, Museo de Zoología de la Universidad de Míchigan.
- 1987. Vicepresidenta electa de la Sociedad para el Estudio de la Evolución.
- 1988. Miembro electo de la Academia Nacional de Ciencias, Estados Unidos.
- 1992. Presidenta electa, Sociedad para el Estudio de la Evolución.
- 1996. Miembro electo de la Academia Estadounidense de Artes y Ciencias.
- 2002. Miembro Extranjero Electo, Academia Nacional de Ciencias de Costa Rica.
- 2003. Premio Sewell Wright, Sociedad Estadounidense de Naturalistas
- 2003. Premio Hawkins, Asociación Estadounidense de Editores (mejor libro académico de 2003, Developmental Plasticity and Evolution)
- 2004. Profesor de Hamilton, Sociedad Internacional de Ecología del Comportamiento, Jyvaskyla Finlandia
- 2005. Miembro extranjero electo, Accademia Nazionale dei Lincei, Roma.
- 2009. Miembro electo, Animal Behavior Society.
- 2010-presente. Vicepresidente, Comité de Derechos Humanos, Academia Nacional de Ciencias de EE. UU., Academia Nacional de Medicina, Academia Nacional de Ingenieros.
- 2012. Premio Quest por su trayectoria, Animal Behavior Society
- 2014. Premio Hamilton, Unión Internacional para el Estudio de los Insectos Sociales.